# 안재석 (축구인)
안재석(1977년 10월 6일 ~ )은 대한민국의 은퇴한 축구 선수이며 현 지도자이다.

## 축구인 경력
전북대학교 졸업 후, 2000년 전북 현대 모터스에 번외 지명으로 입단하였다. 하지만 2년 동안 전북에서는 2군을 벗어나지 못했고, 결국 선수 생활을 일찌감치 마무리 하고 2002년 전북 U-12팀 창단과 함께 26살의 나이로 유소년 지도자 생활을 시작하였다. 이후 11년 동안 전북 U-12팀 (전북유소년클럽) 감독으로 활동하다, 2013년 전북 U-15팀 감독으로 부임하였으며, 2015년부터는 전북 U-18팀 (영생고등학교) 감독을 맡았으며 2019년부터 전북의 코치로 재직 중이다. 지도자 생활 와중에도 틈틈이 박사 학위 준비를 병행, 전북대학교에서 박사학위를 받기도 하였다.